# مجتمع متعدد الأطياف
المجتمع متعدد الأطياف، وفقًا لتعريف فريدريك بارث، هو مجتمع يجمع بين صور تناقض عرقية مختلفة، ويتسم بما يلي: الاعتماد الاقتصادي المتبادل بين هذه المجموعات، والتخصص البيئي (أي استخدام كل مجموعة عرقية لموارد بيئية مختلفة). وقد يرجع الاعتماد البيئي المتبادل، أو نقص المنافسة، بين المجموعات العرقية يرجع إلى اختلاف الأنشطة في المنطقة ذاتها أو شغل مناطق مختلفة في نفس الدولة على المدى الطويل. ومن وجهة نظر بارث، فإن الحدود العرقية تكون أكثر استمرارية واستقرارًا عندما تشغل الجماعات مواقع بيئية مختلفة؛ ويرجع ذلك ببساطة إلى أنهم في هذه الحالة يتبعون أساليب معيشية مختلفة ولا يتنافسون. لكن عندما تشغل جماعات عرقية مختلفة الموقع البيئي ذاته، ستحل الجماعة الأقوى عسكريًا محل الجماعة الأضعف بطبيعة الحال. لكن إذا تمكنت الجماعة الأضعف من استغلال البيئات الهامشية، فستتعايش الجماعتان في سلام. يمكن الحفاظ على الحدود والاختلافات والاعتماد المتبادل بين الجماعات العرقية في حال وجود تخصص بيئي، وإن كانت بعض السمات الثقافية المحددة لكل جماعة قد تشهد تغيرًا.
أما جون سيدنام فرنيفال، فيُعرِّف المجتمع متعدد الأطياف بأنه خليط من الشعوب - الأوروبية، والصينية، والهندية والمحلية الذين يجتمعون معًا لكن دون امتزاج. فتتمسك كل جماعة بدينها، وثقافتها ولغتها، وأفكارها وأساليبها. ويلتقي أفرادها، لكن تقتصر هذه اللقاءات على الأسواق أثناء الشراء والبيع. وهناك مجتمعات متعددة الأطياف تعيش فيها شرائح المجتمع المختلفة بجانب بعضها البعض داخل الوحدة السياسية ذاتها.

## المجتمعات متعددة الأطياف والأنظمة الديمقراطية
أثناء البحث الذي تناول فيه المجتمعات متعددة الأطياف، قدم عاصم إجاز، الطالب بالماجستير في العلوم السياسية بالجماعة الإسلامية في بهاولبور بباكستان، ملخصه التحليلي لكتاب أريند ليبارت "Democracy in Plural Societies" (الديمقراطية في المجتمعات متعددة الأطياف). هذه الديمقراطية والحكومة الديمقراطية المستقرة أمر يصعب تحقيقه للغاية في هذا النوع من المجتمعات متعددة الأطياف.
وكما يقول أرسطو عن نظام الحكم المستقر: «تهدف الدولة للاستمرارية قدر الإمكان، ويتحقق ذلك عندما يتألف المجتمع من أفراد متساوين وأقران». ليتحقق الاستقرار في النظم الديمقراطية، لا بد من وجود تجانس اجتماعي وتوافق سياسي بين الأقسام الاجتماعية العميقة، ولا بد من وضع حد للخلافات السياسية. فهذه العوامل تساعد في عدم استقرار النظم الديمقراطية وانهيارها.
لذلك اقترح أريند ليبارت نوعًا معينًا من الديمقراطية، ألا وهو «الديمقراطية التشاركية» التي قد تكون صعبة - من وجهة نظره - لكنها ليست مستحيلة، ويمكن التوصل من خلالها إلى الحكومة الديمقراطية المستقرة والحفاظ عليها في المجتمعات متعددة الأطياف.
يمكن أن تتسم الديمقراطية التشاركية بالسلوك والتوجه التعاوني لقادة الشرائح السكانية المختلفة. بعبارة أخرى، يكون هناك تعاون بين أفراد النخبة فيها. وهذا النوع من الديمقراطية التشاركية معياري وتجريبي. فنجد، على سبيل المثال، انقسامات سياسية حادة في كلٍ من النمسا وبلجيكا وهولندا وسويسرا، لكن ثمة استقرارًا سياسيًا في هذه البلدان بفضل الديمقراطية التشاركية. ففي النمسا، مثلاً، يمكن ملاحظة الاستقرار السياسي في صور التعاون والاندماج بين النخبة من الاشتراكيين والكاثوليك.
أما في الدول غير الغربية، يشير أريند ليبارت إلى وجود انقسامات حادة مختلفة. ونظرًا لتعددية المجتمعات في العالم الثالث، تقوم الديمقراطية التشاركية اللازمة لإقامة نظم ديمقراطية ناجحة على النموذج المعياري. فالمجتمع متعدد الأطياف يتسم بالانقسامات بين القطاعات المختلفة، في حين يتميز الاستقرار السياسي بالإصلاح النظامي والشرعية والنظام المدني والفعالية. ولا يمكن للاستقرار السياسي أن يوجَد في غياب هذه العناصر الأربعة التي تعتمد على بعضها البعض. ووفقًا لجبريال ألموند، هناك أربعة أنواع من النظم السياسية، ألا وهي:
1)	النظام السياسي الأنجلوأمريكي
2)	النظام السياسي القاري الأوروبي
3)	النظام السياسي قبل الصناعي
4)	النظام السياسي الاستبدادي
يقول ألموند أن النظامين السياسيين الأنجلوأمريكي والقاري الأوروبي هما نظامان ديمقراطيان. فالنظام السياسي الأنجلوأمريكي متجانس وعلماني، في حين يتسم النظام السياسي القاري الأوروبي بانقسام الثقافة السياسية نظرًا للمجتمعات متعددة الأطياف داخل الدول الأوروبية.
ويرى ألموند كذلك أن مذهب فصل السلطات يهتم بالاستقرار السياسي. ويوسع ألموند نطاق فكرة «فصل السلطات» من الأفرع الثلاثة الرسمية المتمثلة في الحكومة والجهات التنفيذية والتشريعية لتشمل كذلك الثقافات السياسية الفرعية غير الرسمية، مثل الأحزاب ومجموعات المصالح ووسائل الاتصال. ويركز على بنى الإدخال بشكل أكبر من بنى الإخراج.
ويرى دوفرجير ونيومان أن هناك علاقة وثيقة بين عدد الأحزاب والاستقرار الديمقراطي. لكن النظام المتكون من حزبين فقط يتفق جيدًا مع طبيعة الأمور، إذ بإمكانه تحقيق التوافق على نحو أفضل من النظم متعددة الأحزاب. بعبارة أخرى، النظام القائم على حزبين هو الخيار الأفضل. ونجد النظام في سويسرا متعدد الأحزاب، في حين يقوم النظام في النمسا على حزبين فقط.
يقول أريند ليبارت إن هناك انقسامات عميقة بين القطاعات المختلفة من السكان، وغيابًا للتوافق الموحد بينها في معظم البلدان في آسيا وإفريقيا وأمريكا الجنوبية، مثل غيانا وسورينام وترينيداد. ويقول كليفارد جيرتز إن الارتباط بالجماعة يُسمَى «ولاء متأصل»، وقد يستند هذا الولاء إلى اللغة أو الدين أو العادات أو المنطقة أو العِرق أو روابط الدم المفترَضة. وتتمسك كل جماعة بالروابط المفترضة بينها، لذلك يشيع فيها عدم الاستقرار السياسي وانهيار الديمقراطية حتى يومنا هذا.
على الجانب الآخر، يقول جريتز إنه نظرًا للتطور السياسي، نجحت الدول الغربية في إحداث تجانس بين مجتمعاتها متعددة الأطياف، وخير مثال على ذلك المجتمع البريطاني. لكنه يشير إلى أنه في النظام السياسي القاري الأوروبي، لا يوجد تجانس سياسي أو علمانية، وإنما ما يتمتع به هذا النظام هو التجانس الثقافي. ويرى أن الدول غير الغربية يمكن أن تصبح أكثر شمولية عند اتباعها لهذا النموذج القاري الأوروبي القائم على المجتمعات التعددية العرقية (أو القومية) التي تتمتع بالإجماع القوي بين أطرافها.
يذهب فرنيفال كذلك إلى أن الدول الأوروبية تحقق الديمقراطية بفضل التشاركية، وتلبية المتطلبات والاحتياجات الخاصة بالمجتمعات المنقسمة باتباع العمليات المناسبة لذلك. على الجانب الآخر، تفتقر الدول غير الغربية لقوة الإرادة والوحدة الاجتماعية بسبب انقسام المجتمعات، الأمر الذي يشكل خطرًا على تحقيق كلٍ من الديمقراطية ودرجة كبيرة من الوحدة السياسية.

## الديمقراطية التشاركية وقطاعات المجتمعات متعددة الأطياف
يشير أريند ليبارت إلى أن هناك أساسًا دستوريًا للقطاعات الموجودة في المجتمعات متعددة الأطياف، والحل الأمثل لهذا الأمر هو النظام الديمقراطي التشاركي أو شبه التشاركي. يكفل هذا النظام حق الاعتراض المتبادل في عملية صناعة القرارات بشأن قضايا معينة داخل الدولة لجميع قطاعات المجتمع، مع المساواة بينها. ويذكر ليبارت ماليزيا ولبنان كنماذج مثالية على ذلك. ففي لبنان، يوجد الشيعة والسنة بالقطاع المسلم، بينما يمثل المسيحيون الأقلية. وكذلك في ماليزيا، يوجد صينيون إلى جانب المجتمعات المحلية.

## النقد
لم يذكر أريند ليبارت الدول الشيوعية ضمن قائمة النظم الديمقراطية التشاركية وشبه التشاركية فيما يتعلق بالمجتمعات متعددة الأطياف. وأثناء التحليل النقدي لآراء هذا المفكر، ذكر عاصم إجاز أنه على الرغم من النظام القائم على حزب واحد، ظل المجتمع منقسمًا إلى قطاعات مختلفة. فما من أحد يمكنه الحيلولة دون انضمام قطاعات مختلفة ذات مصالح متباينة إلى ذلك الحزب الواحد، كما هو الحال في الحزب الشيوعي الصيني في الصين والحزب الشيوعي الكوبي في كوبا. وقطاعات المجتمعات متعددة الأطياف يمكنها تمثيل نفسها داخل ذلك الحزب السياسي الواحد، لتؤثر بذلك على عملية صناعة القرار بما يتفق مع مصالحها أو بما يؤيد هذا القطاع بعد الحصول على حصتها المُستحَقة في ذلك الحزب السياسي. ومن ثم، فإن النظام القائم على حزب واحد يدخل في فئة النظم الديمقراطية التشاركية أو شبه التشاركية، عندما لا يسيطر قطاع معين في المجتمع على هذا الحزب السياسي. وإمكانية الانضمام إلى حزب سياسي واحد من الخصائص المميزة أيضًا للاشتراكية الديمقراطية القائمة بشكل أساسي على الثقافات المحلية، وتتميز بتقاليدها المحلية. وتشهد هذه الاشتراكية نجاحًا حتى في جمهورية الصين الشعبية حاليًا حيث ينضم المنغوليون من «منغولويا الداخلية»، والهان واليوغور من «الشينجيانغ»، والتبتيون من «التبت»، والعديد من القطاعات الأخرى بالمجتمع، إلى الحزب الشيوعي في الصين دون أي عراقيل، ويساهمون في تحقيق الرفاهية لهم ولغيرهم في البلاد.